# Driffield
Driffield is een civil parish in het bestuurlijke gebied East Riding of Yorkshire, in het Engelse graafschap East Riding of Yorkshire. De plaats telt 13.080 inwoners.